# Palazzo Hercolani (Forlì)

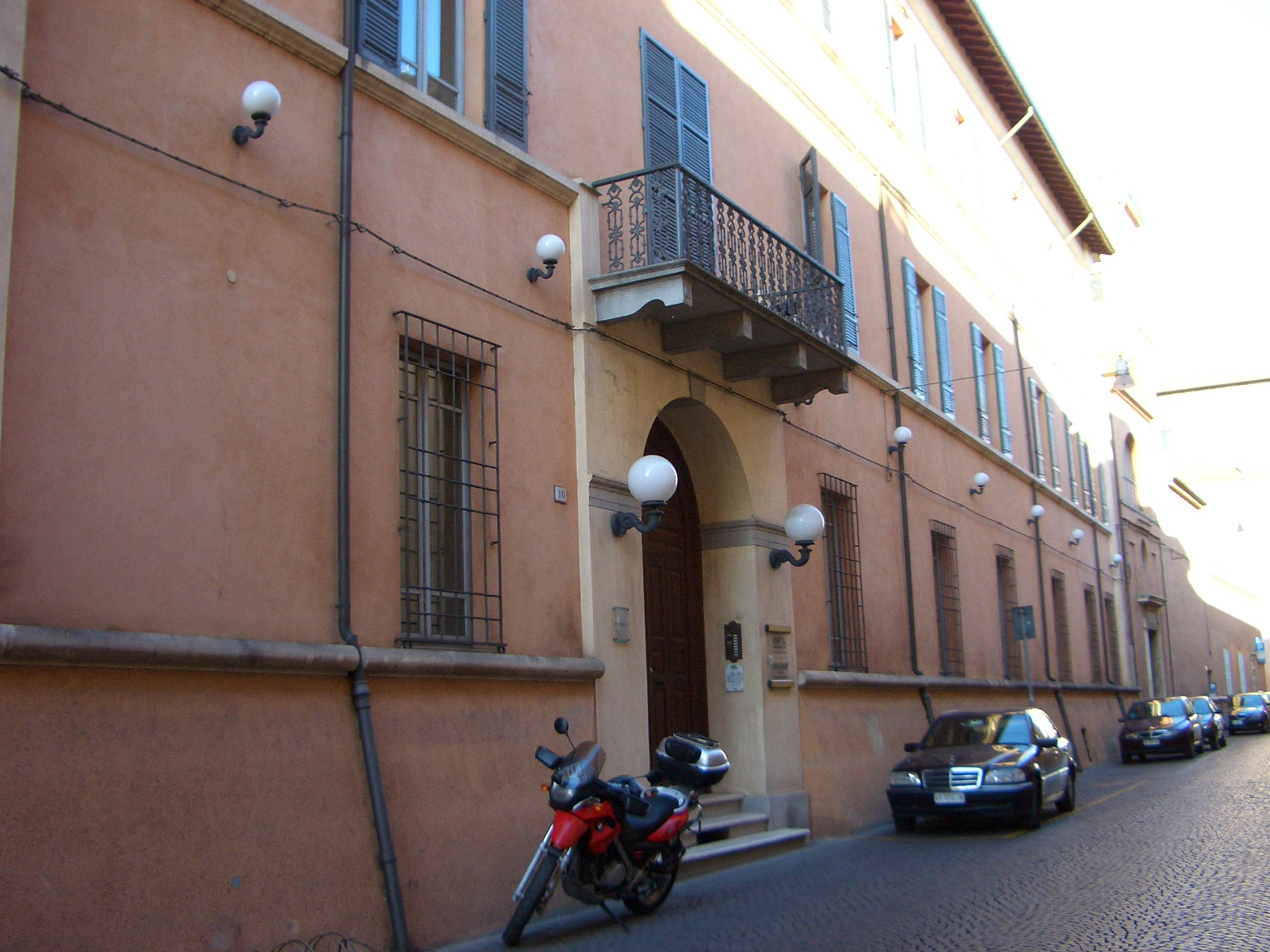
Palazzo Hercolani in Forlì

Der Palazzo Hercolani ist ein Adelspalast im historischen Zentrum von Forlì in der italienischen Region Emilia-Romagna. Er liegt in der Via Maroncelli 10, wenige Schritte entfernt von der Piazza Aurelio Saffi.

## Geschichte
Bis 1844 gehörte der Palast aus dem 18. Jahrhundert der alten Familie Hercolani aus Forlì, zu deren Mitgliedern auch Cesare Hercolani, der „Sieger von Pavia“, zählte. Der letzte Spross, Fabrizio Gaddi Hercolani, Sohn von Cesarina und Lepido Gaddi Hercolani, verkaufte das Anwesen an den Grafen Sesto Matteucci, der den Palast restaurieren ließ: Der Palast entstand bereits aus der Zusammenlegung dreier Gebäude und der Graf ließ die drei Baukörper homogener gestalten, indem sie den Erfordernissen der Bequemlichkeit und der Dekoration anpassen ließ.
1866 wurde der Palast mit der Heirat von Vittoria Mateucci mit Filippo Guarini Eigentum der Familie Guarini und 1946 verkaufte ihn die Gräfin Maria Acquaderni, die Witwe eines Guarini, an die kooperative Gesellschaft „Karl Marx“.
Im Palast ist ein Gemälde von Pompeo Randi von 1869 erhalten: „Glückliche Jungfrau im Feuer“ mit den Heiligen „Mercuriale“, „Pelegrino“, „Marcolino“ und „Valeriano“, das im Hintergrund ein Panorama des damaligen Forlì zeigt.
In den 1980er-Jahren wurde der Palazzo Hercolani von der Assicoop Romagna, die heute dort ihren Sitz hat, restauriert.